# Panzerregiment 116
Het Panzerregiment 116 was een Duits tankregiment van de Wehrmacht tijdens de Tweede Wereldoorlog.

## Krijgsgeschiedenis
Oprichting startte met omdoping van de II. Abteilung op 1 mei 1944 uit de Res.Pz.Abt. 1 van de 179e Reserve Pantserdivisie in Frankrijk. Op 5 mei 1944 werd dit gevolgd door oprichting van de regimentsstaf Panzerregiment 116 door omdopen van staf Panzerregiment 69. De oude Panzerabteilung van de 16e Pantsergrenadiersdivisie, de Pz.Abt.116, werd op 5 mei 1944 omgedoopt in I./Pz.Reg.116 (4 kp).
Op 23 mei 1944 werd het regiment omgedoopt naar Panzerregiment 16.

## Samenstelling bij oprichting
- I. Abteilung met 4 compagnieën
- II. Abteilung met 4 compagnieën

## Opmerkingen over schrijfwijze
- Abteilung is in dit geval in het Nederlands een tankbataljon.
- II./Pz.Rgt. 116 = het 2e Tankbataljon van Panzerregiment 116

## Commandanten
| Rang | Naam | Begin      | Eind        |
| ---- | ---- | ---------- | ----------- |
|      | ??   | 1 mei 1944 | 23 mei 1944 |

Panzerregiment 1 · Panzerregiment 2 · Panzerregiment 3 · Panzerregiment 4 · Panzerregiment 5 · Panzerregiment 6 · Panzerregiment 7 · Panzerregiment 8 · Panzerregiment 9 · Panzerregiment 10 · Panzerregiment 11 · Panzerregiment 15 · Panzerregiment 16 · Panzerregiment 17 · Panzerregiment 18 · Panzerregiment 21 · Panzerregiment 22 · Panzerregiment 23 · Panzerregiment 24 · Panzerregiment 25 · Panzerregiment 26 · Panzerregiment 27 · Panzerregiment 28 · Panzerregiment 29 · Panzerregiment 31 · Panzerregiment 33  · Panzerregiment 35 · Panzerregiment 36 · Panzerregiment 39 · Panzerregiment 69 · Panzerregiment 80 · Panzerregiment 100 · Panzerregiment 101 · Panzerregiment 102 · Panzerregiment 116 · Panzerregiment 118 · Panzer-Lehr-Regiment 130 · Panzerregiment 201 · Panzerregiment 202 · Panzerregiment 203 · Panzerregiment 204 · Schweres Panzer-Regiment Bäke · Panzerregiment Brandenburg · Panzerregiment Coburg · Panzerregiment Feldherrnhalle · Panzerregiment Feldherrnhalle 2 · Panzerregiment Hermann Göring · Panzerregiment Großdeutschland · Panzerregiment Kurmark · Panzerregiment von Lauchert · Panzerregiment Major Rettemeier · Fallschirm-Panzerregiment 1 · Fallschirm-Panzerregiment 21 · SS-Panzerregiment 1 LSSAH · SS-Panzerregiment 2 · SS-Panzerregiment 3 · SS-Panzerregiment 5 · SS-Panzerregiment 9 · SS-Panzerregiment 10 · SS-Panzerregiment 11 · SS-Panzerregiment 12